# Kara Hayward
Kara Hayward (Andover, Massachusetts; 17 de noviembre de 1998) es una actriz estadounidense. Es más conocida por su papel de Suzy en la película de Wes Anderson Moonrise Kingdom, el cual le valió una nominación a los Premios Artista Joven en la categoría de Mejor Actuación en una Película de una Actriz Principal Joven.

## Biografía
Hayward nació y se crio en Andover, Massachusetts. Actuó en su primera obra de teatro en el campamento de verano Caleidoscopio. Fue a un casting abierto para la película Moonrise Kingdom, de Wes Anderson, y fue elegida para el papel principal de Suzy Bishop. Era su primera audición para una película y tenía doce años en el momento de la filmación. Ha sido miembro de Mensa desde la edad de nueve años.

## Aparición en medios
El periódico USA Today publicó un artículo diciendo que Kara Hayward sería coprotagonista en la película Moonrise Kingdom el 22 de mayo de 2012.

## Filmografía

### Cine
| Año  | Título                          | Papel        |
| ---- | ------------------------------- | ------------ |
| 2012 | Moonrise Kingdom: Animated Book |              |
| 2012 | Moonrise Kingdom                | Suzy Bishop  |
| 2014 | The Sisterhood of Night         | Emily Parris |
| 2015 | Quitters                        | Etta         |
| 2015 | Fan Girl                        | Jamie        |
| 2016 | Manchester by the Sea           | Silvie       |
| 2016 | Paterson                        |              |
| 2019 | Nosotros                        | Nancy / Syd  |
| 2020 | The Social Dilemma              | Cassandra    |

### Televisión
| Año  | Título                            | Papel        |
| ---- | --------------------------------- | ------------ |
| 2013 | Law & Order: Special Victims Unit | Rachel Burns |
| 2013 | White Collar                      | Bee Wolcott  |
| 2016 | Haters Back Off                   | Amanda       |